# Live at Last Tour
Live at Last Tour – debiutancka europejska trasa koncertowa amerykańskiej piosenkarki Anastacii, która odbyła się na przełomie 2004 i 2005 r. Promowała trzeci album studyjny piosenkarki Anastacia. 
Koncerty trasy odbyły się w Holandii, Niemczech, Szwajcarii, Francji, Belgii, Norwegii, Szwecji, Danii, we Włoszech, w Anglii, Szkocji, Irlandii, Irlandii Północnej, Hiszpanii, Portugalii, Austrii, na Węgrzech, w Słowenii, Finlandii, Chorwacji i w Monako.
Trasa była rozdzielona na dwie części: Live at Last Tour i The Encore Tour.

## Program koncertów

### Live at Last Tour (jesień 2004 i wiosna 2005)
1. „Seasons Change”
2. „Why'd You Lie to Me”
3. „Sick and Tired”
4. „Secrets”
5. Funk Medley:
  1. „Not that Kind”
  2. „Freak of Nature”

W funkowej składance wykorzystano także fragmenty utworów: „Sexy M.F.”, „Play That Funky Music” i „Underdog”
1. „Black Roses”
2. „You'll Never Be Alone”
3. „Heavy on my Heart”
4. „One Day in Your Life” (duet)
5. „Welcome to my Truth”
6. „Underground Army” (wideo interludium)
7. Unplugged Medley
  1. „Who's Gonna Stop the Rain”
  2. „Overdue Goodbye”
8. „Time” (wideo interludium)
9. „Left Outside Alone”
10. „I Do”

Bisy:
1. „Paid My Dues”
2. „I'm Outta Love”

### The Encore Tour (lato 2005)
1. „Seasons Change”
2. „Why'd You Lie To Me”
3. „Rearview”
4. „Sick And Tired”
5. „Secrets”
6. Funk Medley:
  1. „Not That Kind”
  2. „Don'tcha Wanna”
  3. „Freak of Nature”
7. ”Black Roses”
8. „You'll Never Be Alone”
9. „Heavy On My Heart”
10. „Welcome To My Truth” (wykonywane tylko na niektórych koncertach)
11. „One Day in Your Life”
12. „Underground Army” (wideo interludium)
13. Unplugged Medley:
  1. „Who's Gonna Stop the Rain”
  2. „Overdue Goodbye”
  3. „The Saddest Part”
  4. „Everything Burns”
14. „Time” (wideo interludium)
15. „Left Outside Alone”
16. „I Do” (wideo interludium)

Bisy:
1. „Paid My Dues”
2. „I'm Outta Love”

## Lista koncertów

### Live at Last Tour (jesień 2004)
- 25 i 28 września 2004 – Rotterdam, Holandia – The Ahoy
- 30 września 2004 – Frankfurt, Niemcy – Festhalle
- 2 października 2004 – Basel, Szwajcaria – St. Jakobshalle
- 4 października 2004 – Stuttgart, Niemcy – Hanns-Martin-Schleyer-Halle
- 6 października 2004 – Paryż, Francja – Le Zénith
- 8 października 2004 – Antwerpia, Belgia – Sportpaleis
- 10 października 2004 – Oberhausen, Niemcy – König Pilsener Arena
- 12 października 2004 – Hamburg, Niemcy – Color Line Arena
- 14 października 2004 – Oslo, Norwegia – Spektrum
- 16 października 2004 – Göteborg, Szwecja – Scandinavium
- 18 października 2004 – Sztokholm, Szwecja – Globen Arena
- 20 października 2004 – Kopenhaga, Dania – Forum
- 22 października 2004 – Hanower, Niemcy – Preussag Arena
- 24 października 2004 – Berlin, Niemcy – Velodrom
- 26 października 2004 – Monachium, Niemcy – Olympiahalle
- 28 października 2004 – Mediolan, Włochy – Fila Forum
- 30 października 2004 – Wiedeń, Austria – Stadthalle
- 1 listopada 2004 – Kolonia, Niemcy – Kölnarena
- 3 listopada 2004 – Birmingham, Anglia – NEC
- 5 listopada 2004 – Manchester, Anglia – MEN Arena
- 7 listopada 2004 – Glasgow, Szkocja – SECC
- 9 listopada 2004 – Belfast, Irlandia Północna – Odyssey Arena
- 11 listopada 2004 – Dublin, Irlandia – The Point
- 14 i 16 listopada 2004 – Londyn, Anglia – Wembley Arena
- 20 listopada 2004 – Barcelona, Hiszpania – Pavelló Olímpic de Barcelona
- 22 listopada 2004 – Madryt, Hiszpania – Palacio Vistalegre
- 24 listopada 2004 – Lizbona, Portugalia – Pavilhão Atlântico

### Anastacia is Back... Live at Last Tour (wiosna 2005)
- 4 lutego 2005 – Antwerpia, Belgia – Sportpaleis Antwerp
- 6 i 7 lutego 2005 – Genewa, Szwajcaria – SEG Geneva Arena
- 9 lutego 2005 – Bolonia, Włochy – PalaMalaguti
- 11 lutego 2005 – Bolzano, Włochy – Palaonda
- 13 lutego 2005 – Graz, Austria – Stadthalle
- 15 lutego 2005 – Wiedeń, Austria – Stadthalle
- 17 lutego 2005 – Budapeszt, Węgry – Budapest Sports Arena
- 19 lutego 2005 – Ljubljana, Słowenia – Hala Tivoli
- 21 lutego 2005 – Praga, Czechy – T-Mobile Arena
- 23 lutego 2005 – Frankfurt, Niemcy – Festhalle
- 25 i 26 lutego 2005 – Rotterdam, Holandia – The Ahoy
- 1 marca 2005 – Kolonia, Niemcy – Kölnarena
- 3 marca 2005 – Nuremberg, Niemcy – Nuremberg Arena
- 5 marca 2005 – Karlsruhe, Niemcy – Europahalle
- 7 marca 2005 – Brema, Niemcy – AWD Dome
- 10 i 11 marca 2005 – Helsinki, Finlandia – Hartwall Arena
- 14 marca 2005 – Horsens, Dania – Forum Horsens Arena
- 16 marca 2005 – Dortmund, Niemcy – Westfalenhalle
- 18 marca 2005 – Lipsk, Niemcy – Leipzig Arena
- 20 i 21 marca 2005 – Londyn, Anglia – Wembley Arena
- 24 marca 2005 – Sheffield, Anglia – Hallam FM Arena
- 26 marca 2005 – Manchester, Anglia – MEN Arena
- 28 marca 2005 – Newcastle, Anglia – Metro Radio Arena
- 30 marca 2005 – Glasgow, Szkocja – SECC
- 1 kwietnia 2005 – Birmingham, Anglia – NEC
- 3 kwietnia 2005 – Friedrichshafen, Niemcy – Messe Friedrichshafen
- 5 i 6 kwietnia 2005 – Monachium, Niemcy – Olympiahalle

### The Encore Tour (lato 2005)
- 29 czerwca 2005 – Salzburg, Austria – Wals Siezenheim Stadium
- 1 lipca 2005 – Nuremberg, Niemcy – Arena Freigelände am Zeppelinfield
- 3 lipca 2005 – Wolfsburg, Niemcy – Volkswagen Arena
- 6 lipca 2005 – Frankfurt, Niemcy – Hauptwache
- 8 lipca 2005 – Arnhem, Holandia – Gelredome
- 10 lipca 2005 – Koblenz, Niemcy – Koblenz Castle
- 12 lipca 2005 – Mannheim, Niemcy – Maimarkthalle
- 14 lipca 2005 – Warwickshire, Anglia – Warwick Castle
- 17 lipca 2005 – Dublin, Irlandia – Marlay Park
- 19 lipca 2005 – Liverpool, Anglia – Big Top Arena at Clarence Dock
- 22 lipca 2005 – Ischgl, Austria – Silvretta Arena
- 24 lipca 2005 – Cernobbio, Włochy – Villa Erba
- 26 lipca 2005 – Rzym, Włochy – Ippodromo delle Capanelle
- 28 lipca 2005 – Catanzaro, Włochy – Arena Magna Grecia
- 30 lipca 2005 – Genua, Włochy – Piazza del Mare
- 1 sierpnia 2005 – Pula, Chorwacja – Pula Arena
- 3 sierpnia 2005 – Nîmes, Francja – Arena of Nîmes
- 5 sierpnia 2005 – Monte Carlo, Monako – Monte Carlo Sporting Club and Casino
- 7 sierpnia 2005 – Bratysława, Słowacja – Petrzalka Stadium
- 10 sierpnia 2005 – Malmö, Szwecja – Mollerplatsen
- 12 sierpnia 2005 – Bergen, Norwegia – Koengen
- 14 sierpnia 2005 – Skandenborg, Dania – Skandenborg Lake

## Nagrania z trasy
W formacie DVD ukazało się wydawnictwo zawierające rejestracje koncertów z Berlina i Monachium.
Oprócz koncertów na płycie ukazały się niepublikowane do tej pory piosenki Anastacii:
- „Underground Army”
- „I Do”
- „Review”
- „Seasons Change”
- „Time” (Video Remix)

wraz z teledyskami do utworów:
- „Left Outside Alone” (US Version)
- „Everything Burns”
- „Pieces of Dreams”
- „I Belong to You”

Ukazało się także wydawnictwa z koncertami z części trasy The Encore Tour : One Day in Your Life i The Saddest Part. Niestety, DVD z koncertami z Berlina i Monachium nie ukazały się w USA, co spotkało się z krytyką i rozczarowaniem fanów Anastacii.

## Muzycy

### Live at Last 2004
Zespół:
- Gitara prowadząca i reżyser koncertów: Rob Bacon
- Gitara elektryczna: Micheal Herring
- Gitara basowa: Robert Smith
- Keyboardy: Micheal Bluestein
- Perkusja: Chris Johnson

Chórki: Dee Dee Foster, Cindy Mizelle i Lisa Vaughn
Tancerze: Shana Lord, Jon Cruz, Raistalla i Michael Cothren Pena

### Anastacia is back... Live at Last (2005)
Zespół:
- Gitara prowadząca: Rob Bacon
- Gitara elektryczna: Yogi Lonich
- Gitara basowa: Robert Smith
- Keyboardy: Micheal Bluestein
- Perkusja: Chris Johnson

Chórki: Dee Dee Foster, Cindy Mizelle i Brandon Rogers
Tancerze: Shana Lord, Jon Cruz, Yayoi Ito i Michael Cothren Pena

### The Encore Tour
Zespół:
- Gitara prowadząca: Tony Bruno
- Gitara elektryczna: Yogi Lonich
- Gitara basowa: Robert Smith
- Keyboardy: Micheal Bluestein
- Perkusja: Chris Johnson

Chórki: Dee Dee Foster, Cindy Mizelle i Brandon Rogers
Tancerze: Shana Lord, Jon Cruz, Yayoi Ito i Jose Cueva